# Łagiew (Makoszyn)
Łagiew – część wsi Makoszyn w Polsce, położona w województwie świętokrzyskim, w powiecie kieleckim, w gminie Bieliny.
W latach 1975–1998 Łagiew administracyjnie należał do województwa kieleckiego.